# Hanna Knysiak-Sudyka
Hanna Judyta Knysiak-Sudyka (Knysiak-Molczyk) – polska prawnik, profesor nauk prawnych.

## Życiorys
W 1994 r. ukończyła studia prawa na Uniwersytecie Jagiellońskim, w 2002 r. obroniła pracę doktorską pt. Uprawnienia strony w administracyjnym postępowaniu jurysdykcyjnym, której promotorem był prof. Tadeusz Woś, w 2009 r. habilitowała się. W 2015 r. uzyskała tytuł profesora nauk prawnych. Została zatrudniona  i na Uniwersytecie Jagiellońskim i w Wyższej Szkole Prawa i Administracji z siedzibą w Rzeszowie.
Jest sekretarzem i członkiem Komisji Prawniczej PAU, a także członkiem Komisji Nauk Prawnych na Oddziale Polskiej Akademii Nauk w Krakowie.
Należy do Rady Dyscypliny Naukowej - Nauk Prawnych UJ.